# 2С38

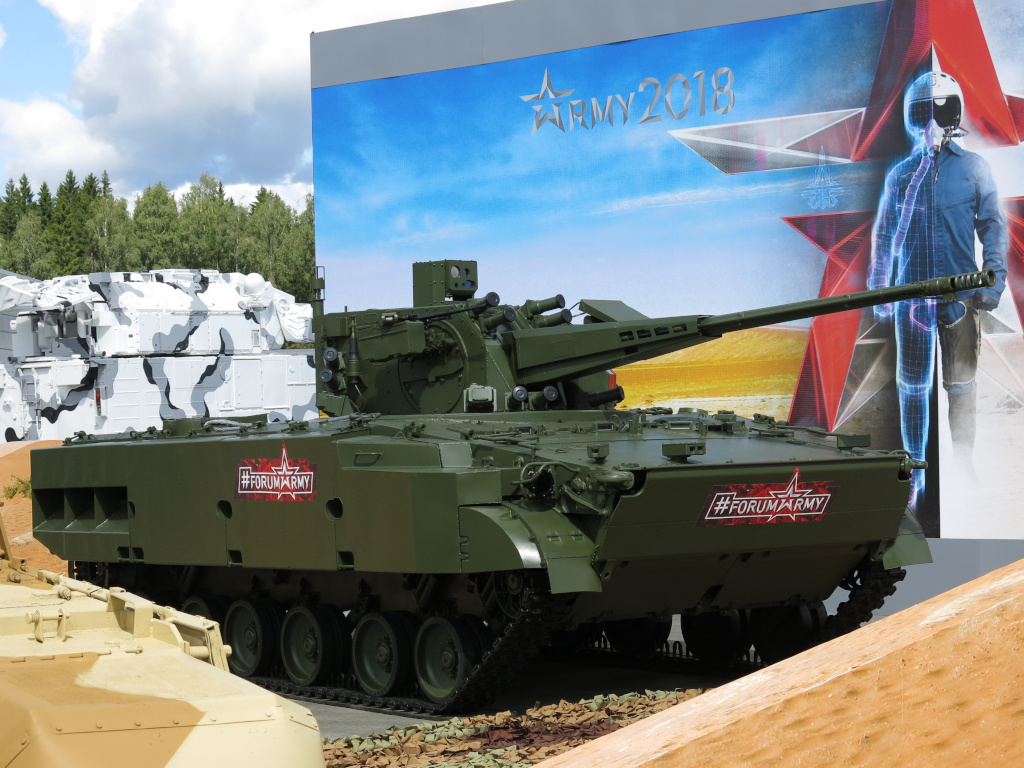
Российская плавающая боевая машина (БМ) 2С38.

2С38, ЗАК-57, «Деривация-ПВО» — российская плавающая боевая машина (БМ), вооружённая 57-мм пушкой 2А90, и самоходный зенитно-артиллерийский комплекс.
Зенитно-артиллерийский комплекс 57-мм калибра создан в рамках опытно-конструкторской работы под названием «Деривация-ПВО» на базе гусеничной плавающей боевой машины БМП-3 и колёсного шасси Урал 4320-30.

## Описание
«Деривация-ПВО» представляет собой мобильный зенитно-артиллерийский комплекс с пассивными средствами разведки и сопровождения воздушных целей.
Комплекс предназначен для борьбы с авиационными и крылатыми ракетами, самолётами, вертолётами, беспилотниками, а также с одиночными снарядами РСЗО, так же возможно применение по наземным и надводным легкобронированным целям противника. В состав комплекса входит боевая машина с пушкой высокой баллистики, машина технического обслуживания и транспортно-заряжающая машина 9Т260, которая может быстро перезарядить боевую машину прямо на поле боя.
Согласно открытым данным, дальность поражения пушки — 6 км, высота поражения, — до 4,5 км, темп стрельбы — 120 выстр./мин. Максимальная скорость движения поражаемых объектов — 500 м/с. Оптико-электронная система обнаружения и прицеливания боевой машины позволяет осуществлять панорамное наблюдение за местностью на 360º, а также вести секторный обзор.

### Состав комплекса[1]
- Боевая машина комплекса 2С38 или ЗАК-37 выполнена на базе БМП-3.
- Транспортно-заряжающая машина 9Т260 на шасси «Урал-4320-30».
- Транспортное средство ТЗМ на шасси «Урал-4320-30».
- Машина ремонтно-технического обеспечения (МРТО) 9В9005 2В119 на шасси «Урал-4320-1812-31».

### Технические характеристики

#### 2С38
- Шасси — БМП-3;
- Вес — 21,5 т.;
- Скорость переднего хода — до 70 км/ч
- Скорость заднего хода — до 11 км/ч
- Вооружение:
  - основное — ДУБМ с 57-мм автоматической пушкой 2А90
  - дополнительное — 7,62-мм пулемёт ПКТМ.
- Дальность поражения воздушных целей — 200-6000 м;
- Дальность поражения наземных целей — 0-3000 м;
- Высота поражения — 0-4500 м;
- Темп стрельбы — 120 выстр./мин.;
- Боекомплект — 148 выстр.;
- Боеприпасы:
  - выстрел с осколочно-трассирующим снарядом 53-ОР-281У,
  - выстрел с бронебойным снарядом 53-БР-281У,
  - многофункциональный снаряд с дистанционным взрывателем + управляемый артиллерийский снаряд;
- Угол наведения по вертикали — −5 — +75 град.;
- Угол наведения по горизонтали — 360 град.;
- Максимальная скорость поражаемых целей — 500 м/c;
- Оптико-электронная система обнаружения и прицеливания — разработана компанией АО «Пеленг»
- Дальность обнаружения цели размером 2,3 м × 2,3 м тепловизионным каналом с вероятностью 80 % — 10 000 м;
- Дальность распознавания цели размером 2,3 м × 2,3 м тепловизионным каналом — 4 000 м;
- Время загрузки боекомплекта — 20 мин.;
- Экипаж/расчёт — 3 чел.;
- Преодоление водных преград — плавает.

## История
Опытные образцы боевой машины впервые были представлены общественности в 2017 году. Проект комплекса «Деривация-ПВО» был представлен публике на международном военно-техническом форуме «Армия-2017» — пока ещё в виде макета. В 2020 году «Деривация ПВО» приняла участие в Параде Победы 9 мая в Москве.

### Перспективы развития
Зенитный артиллерийский комплекс (ЗАК) «Деривация-ПВО» получит новые «умные» боеприпасы, испытания снарядов уже начались. Об этом сообщает пресс-служба «Уралвагонзавода» (УВЗ).
Согласно сообщению, наряду с уже принятыми боеприпасами калибра 57 мм, для комплекса разработаны выстрелы с многофункциональным, бронебойно-подкалиберным и управляемым снарядами. «Зенитный артиллерийский комплекс (ЗАК) 1К150 „Деривация-ПВО“ наряду с ранее принятыми на вооружение боеприпасами получит новые выстрелы с многофункциональным, бронебойно-подкалиберным и управляемым снарядами. Сегодня ведутся испытания указанных выстрелов» (ТАСС). 